# Dunganenaufstände
Die Dunganenaufstände waren muslimische Aufstände im nordwestlichen Teil des Kaiserreiches China, speziell den Provinzen Shaanxi, Gansu und Xinjiang (1862–1873). 

## Beginn
Die Dunganen waren sinisierte Muslime, meist Anhänger des Sufismus. Sie sprachen chinesisch und waren chinesischer Herkunft oder hatten sich über viele Jahrhunderte mit den Chinesen vermischt (vgl. Hui-Chinesen). 
Ausgelöst wurden die Aufstände durch die immer existenten Spannungen mit den Han-Chinesen und speziell einen Angriff der Taiping-Rebellen auf Shaanxi einschließlich Xi’ans im April 1862. Zwar zogen die Taiping schnell wieder ab, aber die kaiserlichen Beamten erlaubten deswegen die Bildung lokaler Selbstverteidigungs-Organisationen (tuanlian), eine zu dieser Zeit übliche Praxis, welche die Provinz militarisierte. Prompt brannten Han eine muslimische Stadt nieder, woraufhin ein Dunganenführer den zuständigen kaiserlichen Kommissar ermordete und Fehden entlang des Wei-Flusses ausbrachen. Proklamationen, nach denen alle Muslime ohne Gerichtsverfahren getötet werden sollten, taten ein Übriges und die Muslime rebellierten.

## Die einzelnen Aufstandsherde
Die Aufständischen in Shaanxi waren dezentral organisiert und konzentrierten sich auf drei Zentren. Die Provinzhauptstadt Xi’an wurde ein Jahr lang blockiert bzw. isoliert, bis sie von kaiserlichen Truppen unter dem Mandschu-General Dolonga im August 1863 entsetzt werden konnte. Die Dunganen wurden daraufhin innerhalb weniger Monate besiegt und ihre Reste flohen nach Gansu. 
In Gansu dominierte Ma Hualong, ein Nachfahre und Nachfolger des Gründers der militanten Xinjiao-Sekte den Aufstand. Im Dezember 1863 eroberte er Lingzhou und ließ geschätzte 100.000 Chinesen massakrieren. Bald kontrollierten die Aufständischen die gesamte Provinz, aber Ma Hualong erfuhr Widerspruch, weil viele Muslime nicht mit seinen Anschauungen und Lehren übereinstimmten. Daraufhin wechselte er im Mai 1866 wieder auf die kaiserliche Seite und gab einen Teil seiner Waffen ab. Trotzdem dauerten die Aufstände an und breiteten sich auf Xinjiang aus. 
Im Folgejahr ging der General Zuo Zongtang (Tso Tsung-t'ang) gegen die Dunganen in Süd-Shaanxi vor, und Anfang des Jahres 1869 griff er mit knapp 100.000 Mann die Provinz Gansu an. Obwohl Zuo Zongtang sich so gut wie möglich vorbereitete und erst agierte, als er alle Karten in der Hand hatte, wurde sein Unterbefehlshaber Liu Songshan besiegt und getötet (1870). Er gruppierte daraufhin seine Truppen um und konnte Ma Hualong noch im Herbst 1870 in Jinjibao einschließen. Die Festung wurde mit Krupp-Artillerie beschossen, Ma Hualong kapitulierte und wurde hingerichtet (1871). 
Trotz des Sieges über Ma Hualong waren noch drei weitere Jahre nötig, um die anderen Anführer zu besiegen und die Dunganenaufstände in Gansu endgültig niederzuschlagen. Dabei erlitt Zuo Zongtang gegen Ma Zhanao bei Hezhou 1872 auch eine weitere Niederlage. Erst im Oktober 1873 fiel mit Suzhou die letzte Festung der Dunganen (unter Ma Wenlu), und 7.000 Überlebende der Belagerung wurden hingerichtet.